# 床下
| ウィキペディアには「床下」という見出しの百科事典記事はありません（タイトルに「床下」を含むページの一覧/「床下」で始まるページの一覧）。 代わりにウィクショナリーのページ「床下」が役に立つかもしれません。 |